# Едгар Мітчелл
Е́дгар Мі́тчелл (англ. Edgar Dean Mitchell; 17 вересня 1930, Герфорд, США — 4 лютого 2016) — американський астронавт.
Він був у складі експедиції Аполлон-14, третій висадці людей на Місяці. Загальний час перебування місячного модуля на поверхні Місяця — 33 години 24 хвилини.
Є шостою людиною, що побувала на Місяці.

## Біографія
З 1952 проходив службу у Військово-морських силах США. Закінчив Вищу військово-морську школу і до 1959 служив льотчиком. Закінчив Технологічний інститут ім. Карнеги в Пітсбурге (штат Пенсильванія) і Массачусетсський технологічний інститут (1964), отримавши міру доктора наук за фахом аеронавтика і астронавтика. У тому ж році був відряджений в школу по підготовці пілотів для аерокосмічних досліджень. З 1966 в групі космонавтів Національного управління по аеронавтиці і дослідженню космічного простору США.
В 1973 році заснував Інститут духовної науки (Institute of Noetic Sciences — IONS) в Пало-Альто (Palo Alto) в Каліфорнії, що займається вивченням різних парапсихічних феноменів.
4 лютого 2016 року помер у госпісі в місті Вест-Палм-Біч у штаті Флорида.

## Нагороди та відзнаки
За заслуги в освоєнні космічного простори удостоєний Золотої медалі ім. К. Е. Циолковського (АН СРСР), медалі де ла Во (ФАІ).
У 1971 році був нагороджений медаллю НАСА «За видатні заслуги».

## Погляди
Мітчел публікував сенсаційні дані, що люди контактують з позаземними цивілізаціями. Також окрім захоплення темою НЛО, астронавт цікавився масонством і був в масонській ложі.